# Italien i olympiska sommarspelen 2004
Italien i olympiska sommarspelen 2004 bestod av 364 idrottare som blivit uttagna av Italiens olympiska kommitté.

## Baseboll
I gruppspelet mötte alla lag varandra och de fyra bästa lagen (Japan, Kuba, Kanada och Australien) gick vidare. 
| Nation        | Segrar | Förluster | Tiebreaker |
| ------------- | ------ | --------- | ---------- |
| Japan         | 6      | 1         | 1-0        |
| Kuba          | 6      | 1         | 0-1        |
| Kanada        | 5      | 2         |            |
| Australien    | 4      | 3         |            |
| Kina-Taipei   | 3      | 4         |            |
| Nederländerna | 2      | 5         |            |
| Grekland      | 1      | 6         | 1-0        |
| Italien       | 1      | 6         | 0-1        |

## Basket
Herrar
Gruppspel
| Lag                    | Vinster | Förluster | Poäng | Första Tiebreaker Särskiljning av lika lag |
| ---------------------- | ------- | --------- | ----- | ------------------------------------------ |
| Spanien                | 5       | 0         | 10    |                                            |
| Italien                | 3       | 2         | 8     | 1-0                                        |
| Argentina              | 3       | 2         | 8     | 0-1                                        |
| Kina                   | 2       | 3         | 7     |                                            |
| Nya Zeeland            | 1       | 4         | 6     | 1-0                                        |
| Serbien och Montenegro | 1       | 4         | 6     | 0-1                                        |

All times are local (UTC+2)
| 15 augusti 11:15 |                                                 | Italien | 71–69                                        | Nya Zeeland |  | Helliniko Indoor Arena, Aten Domare: Reynaldo Sanchez (Dominikanska republiken) Renato Santos (Brasilien) |
| 15 augusti 11:15 | Resultat efter kvart: 25–13, 14–9, 17–24, 15–23 |         |                                              |             |  | Helliniko Indoor Arena, Aten Domare: Reynaldo Sanchez (Dominikanska republiken) Renato Santos (Brasilien) |
| 15 augusti 11:15 | Pts: Basile 16 Rebs: Chiacig 9 Asts: Pozzecco 7 |         | Pts: Penney 20 Rebs: Marks 9 Asts: Cameron 5 |             |  | Helliniko Indoor Arena, Aten Domare: Reynaldo Sanchez (Dominikanska republiken) Renato Santos (Brasilien) |

| 17 augusti 16:45 |                                                        | Serbien och Montenegro | 74–72                                                                        | Italien |  | Helliniko Indoor Arena, Aten Publik: 12 500 Domare: José Ronfini (Mexiko) Sean Corbin(USA) |
| 17 augusti 16:45 | Resultat efter kvart: 16–17, 20–19, 19–14, 19–22       |                        |                                                                              |         |  | Helliniko Indoor Arena, Aten Publik: 12 500 Domare: José Ronfini (Mexiko) Sean Corbin(USA) |
| 17 augusti 16:45 | Pts: Rakočević 19 Rebs: Tomašević 12 Asts: Tomašević 5 |                        | Pts: Bulleri 15 Rebs: Chiacig, Radulović 5 var Asts: Bulleri, Pozzecco 2 var |         |  | Helliniko Indoor Arena, Aten Publik: 12 500 Domare: José Ronfini (Mexiko) Sean Corbin(USA) |

| 19 augusti 11:15 |                                                                | Italien | 63–71                                                 | Spanien |  | Olympic Indoor Hall, Aten Publik: 8 950 Domare: José Carrión (Puerto Rico) Michael Aylen (Australien) |
| 19 augusti 11:15 | Resultat efter kvart: 22–17, 11–18, 19–13, 11–23               |         |                                                       |         |  | Olympic Indoor Hall, Aten Publik: 8 950 Domare: José Carrión (Puerto Rico) Michael Aylen (Australien) |
| 19 augusti 11:15 | Pts: Righetti 18 Rebs: Chiacig, Marconato 8 var Asts: Basile 3 |         | Pts: Garbajosa 17 Rebs: Garbajosa 8 Asts: Garbajosa 3 |         |  | Olympic Indoor Hall, Aten Publik: 8 950 Domare: José Carrión (Puerto Rico) Michael Aylen (Australien) |

| 21 augusti 16:45 |                                                                  | Kina | 52–89                                             | Italien |  | Helliniko Indoor Arena, Aten Publik: 7 600 Domare: Lazaros Voreadis (Grekland) Jorge Vazquez (Puerto Rico) |
| 21 augusti 16:45 | Resultat efter kvart: 11–22, 15–22, 13–16, 13–29                 |      |                                                   |         |  | Helliniko Indoor Arena, Aten Publik: 7 600 Domare: Lazaros Voreadis (Grekland) Jorge Vazquez (Puerto Rico) |
| 21 augusti 16:45 | Pts: Li Nan, Yao Ming 9 var Rebs: Yi Jianlian 7 Asts: Yao Ming 2 |      | Pts: Galanda 22 Rebs: Soragna 5 Asts: Pozzecco 12 |         |  | Helliniko Indoor Arena, Aten Publik: 7 600 Domare: Lazaros Voreadis (Grekland) Jorge Vazquez (Puerto Rico) |

| 23 augusti 20:00 |                                                  | Italien | 76–75                                                           | Argentina |  | Helliniko Indoor Arena, Aten Publik: 12 000 Domare: Lazaros Voreadis (Grekland) Sean Corbin (USA) |
| 23 augusti 20:00 | Resultat efter kvart: 13–23, 22–13, 18–18, 23–21 |         |                                                                 |           |  | Helliniko Indoor Arena, Aten Publik: 12 000 Domare: Lazaros Voreadis (Grekland) Sean Corbin (USA) |
| 23 augusti 20:00 | Pts: Pozzecco 17 Rebs: Bulleri 6 Asts: Bulleri 4 |         | Pts: Ginóbili, Scola 19 var Rebs: Wolkowyski 7 Asts: Ginóbili 3 |           |  | Helliniko Indoor Arena, Aten Publik: 12 000 Domare: Lazaros Voreadis (Grekland) Sean Corbin (USA) |

Slutspel
|  | Kvartsfinaler | Kvartsfinaler |               |      | Semifinaler | Semifinaler |           |            | Final      | Final |
|  | 0             | 0             | 0             | 0    | 0           | 0           | 0         | 0          | 0          | 0     |
|  |               |               | 0             | 0    |             |             | 0         | 0          |            |       |
|  |               |               | 0             | 0    |             |             | 0         | 0          |            |       |
|  | 0 Spanien     | 094           | 0             | 0    |             |             | 0         | 0          |            |       |
|  | 0 Spanien     | 094           | 0             | 0    |             |             | 0         | 0          |            |       |
|  | 0 USA         | 0102          | 0             | 0    |             |             | 0         | 0          |            |       |
|  | 0 USA         | 0102          | 0             | 0    | 0 USA       | 081         | 0         | 0          |            |       |
|  |               |               | 0             | 0    | 0 USA       | 081         | 0         | 0          |            |       |
|  | 0             | 0 Argentina   | 0             | 089  | 0           |             |           | 0          |            |       |
|  | 0             | 0 Argentina   | 0             | 089  | 0           | 0 Argentina | 069       | 0          |            |       |
|  | 0             |               |               |      |             | 0 Argentina | 069       | 0          |            |       |
|  | 0             | 0 Grekland    | 064           | 0    |             |             |           | 0          |            |       |
|  | 0             | 0 Grekland    | 064           | 0    | 0 Argentina | 084         |           | 0          |            |       |
|  | 0             |               |               | 0    | 0 Argentina | 084         |           | 0          |            |       |
|  | 0             | 0             | 0 Italien     | 0    | 069         |             |           |            |            |       |
|  | 0             | 0             | 0 Italien     | 0    | 069         | 0 Litauen   | 095       |            |            |       |
|  | 0             | 0             |               |      |             |             | 095       |            |            |       |
|  | 0             | 0             | 0 Kina        | 075  | 0           |             |           |            |            |       |
|  | 0             | 0             | 0 Kina        | 075  | 0           | 0 Litauen   | 091       | Bronsmatch | Bronsmatch |       |
|  | 0             | 0             |               |      | 0           | 0 Litauen   | 091       | Bronsmatch | Bronsmatch |       |
|  | 0             | 0             | 0 Italien     | 0100 | 0           | 0           |           |            |            |       |
|  | 0             | 0             | 0 Italien     | 0100 | 0           | 0           | 0 Italien | 083        | 0 USA      | 0104  |
|  | 0             | 0             |               |      | 0           | 0           | 0 Italien | 083        | 0 USA      | 0104  |
|  | 0             | 0             | 0 Puerto Rico | 070  | 0           | 0           | 0 Litauen | 096        |            |       |
|  | 0             | 0             | 0 Puerto Rico | 070  | 0           | 0           | 0 Litauen | 096        |            |       |
|  |               |               |               |      |             |             |           |            |            |       |
|  |               |               |               |      |             |             |           |            |            |       |

## Bordtennis
| Idrottare                                 | Gren       | Omgång 1             | Omgång 2                     | Omgång 3                         | Omgång 4               | Kvartsfinaler        | Semifinaler          | Final                |                  |
| Idrottare                                 | Gren       | Motståndare Resultat | Motståndare Resultat         | Motståndare Resultat             | Motståndare Resultat   | Motståndare Resultat | Motståndare Resultat | Motståndare Resultat |                  |
| ----------------------------------------- | ---------- | -------------------- | ---------------------------- | -------------------------------- | ---------------------- | -------------------- | -------------------- | -------------------- | ---------------- |
| Min Yang                                  | Herrsingel | Kien (VIE) W 4-1     | Karlsson (SWE) L 3-4         | Gick inte vidare                 | Gick inte vidare       | Gick inte vidare     | Gick inte vidare     | Gick inte vidare     | Gick inte vidare |
| Min Yang Massimiliano Mondello            | Herrdubbel | i.u.                 | Henzell/Zalcberg (AUS) L 1-4 | Gick inte vidare                 | Gick inte vidare       | Gick inte vidare     | Gick inte vidare     | Gick inte vidare     | Gick inte vidare |
| Laura Negrisoli                           | Damsingel  | Ramos (VEN) W 4-1    | Ganina (RUS) L 2-4           | Gick inte vidare                 | Gick inte vidare       | Gick inte vidare     | Gick inte vidare     | Gick inte vidare     | Gick inte vidare |
| Nikoleta Stefanova                        | Damsingel  | Menaifi (ALG) W 4-0  | Schopp (GER) L 1-4           | Gick inte vidare                 | Gick inte vidare       | Gick inte vidare     | Gick inte vidare     | Gick inte vidare     | Gick inte vidare |
| Wenling Tan Monfardini                    | Damsingel  | BYE                  | Huang (TPE) W 4-2            | Kim (KOR) L 1-4                  | Gick inte vidare       | Gick inte vidare     | Gick inte vidare     | Gick inte vidare     | Gick inte vidare |
| Nikoleta Stefanova Wenling Tan Monfardini | Damdubbel  | BYE                  | Kaffo/Oshonaike (NGR) W 4-3  | Kostromina/Paŭlovitj (BLR) W 4-2 | Wang/Zhang (CHN) L 0-4 | Gick inte vidare     | Gick inte vidare     | Gick inte vidare     | Gick inte vidare |

## Boxning
| Idrottare          | Gren            | Sextondelsfinaler    | Åttondelsfinaler      | Kvartsfinaler            | Semifinaler            | Final                | Final            |
| Idrottare          | Gren            | Motståndare Resultat | Motståndare Resultat  | Motståndare Resultat     | Motståndare Resultat   | Motståndare Resultat | Placering        |
| ------------------ | --------------- | -------------------- | --------------------- | ------------------------ | ---------------------- | -------------------- | ---------------- |
| Alfonso Pinto      | Lätt flugvikt   | Okon (NGR) W RSC     | Tamara (COL) W 49-35  | Yalçınkaya (TUR) L 24-33 | Gick inte vidare       | Gick inte vidare     | Gick inte vidare |
| Domenico Valentino | Lättvikt        | BYE                  | Asheri (IRI) W 37-18  | Jeleuov (KAZ) L 23-29    | Gick inte vidare       | Gick inte vidare     | Gick inte vidare |
| Michele di Rocco   | Lätt weltervikt | López (VEN) W 37-30  | Nourian (AUS) W 33-25 | Gheorghe (ROU) L 18-29   | Gick inte vidare       | Gick inte vidare     | Gick inte vidare |
| Clemente Russo     | Lätt tungvikt   | BYE                  | Ward (USA) L 9-17     | Gick inte vidare         | Gick inte vidare       | Gick inte vidare     | Gick inte vidare |
| Daniel Betti       | Tungvikt        | i.u.                 | Zujeŭ (BLR) L RSC     | Gick inte vidare         | Gick inte vidare       | Gick inte vidare     | Gick inte vidare |
| Roberto Cammarelle | Supertungvikt   | i.u.                 | Oloukun (NGR) W 29-13 | Mazikin (UKR) W 23-21    | Povetkin (RUS) L 19-31 | Gick inte vidare     | =                |

## Brottning
Herrarnas fristil
| Salvatore Rinella     | 74 kg  | Pool 5 Abdo (AUS) W 11-0 Gajdarov (BLR) L 2-4                        | 2 | Gick inte vidare | Gick inte vidare | Gick inte vidare | Gick inte vidare |
| Francesco Miano-Petta | 120 kg | Pool 5 McCoy (USA) L 0-7 Mutalimov (KAZ) L 0-3 Mildzichov (KGZ) W PA | 3 | Gick inte vidare | Gick inte vidare | Gick inte vidare | Gick inte vidare |

Damernas fristil
| Diletta Giampiccolo | 55 kg | Pool 3 Sun (CHN) L 4-2 Yoshida (JPN) L 0-10   | 3 | Gick inte vidare | Gick inte vidare | Gick inte vidare |
| Katarzyna Juszczak  | 72 kg | Pool 3 Wang (CHN) L 0-5 Nordhagen (CAN) L 2-5 | 3 | Gick inte vidare | Gick inte vidare | Gick inte vidare |

Grekisk-romersk
| Paolo Fucile    | 60 kg | Pool 5 Tjatjua (GEO) L 0-10 Kojzjajghanov (KAZ) L 0-7 | 3 | Gick inte vidare | Gick inte vidare | Gick inte vidare | Gick inte vidare |
| Andrea Minguzzi | 84 kg | Pool 1 Geghamjan (ARM) L 0-11 Makaranka (BLR) L TO    | 3 | Gick inte vidare | Gick inte vidare | Gick inte vidare | Gick inte vidare |

## Bågskytte
Herrar
| Idrottare                                      | Gren         | Rankningsomgång | Rankningsomgång | 32-delsfinaler             | Sextondelsfinaler         | Åttondelsfinaler         | Kvartsfinaler            | Semifinaler             | Final                          | Final            |
| Idrottare                                      | Gren         | Poäng           | Seed            | Motståndare Resultat       | Motståndare Resultat      | Motståndare Resultat     | Motståndare Resultat     | Motståndare Resultat    | Motståndare Resultat           | Placering        |
| ---------------------------------------------- | ------------ | --------------- | --------------- | -------------------------- | ------------------------- | ------------------------ | ------------------------ | ----------------------- | ------------------------------ | ---------------- |
| Ilario Di Buò                                  | Individuellt | 659             | 19              | Eriksson (SWE) W 151-146   | van Alten (NED) W 164-160 | Galiazzo (ITA) L 155-162 | Gick inte vidare         | Gick inte vidare        | Gick inte vidare               | Gick inte vidare |
| Michele Frangilli                              | Individuellt | 654             | 24              | Lockoneco (INA) W 153-141  | Yamamoto (JPN) L 154-162  | Gick inte vidare         | Gick inte vidare         | Gick inte vidare        | Gick inte vidare               | Gick inte vidare |
| Marco Galiazzo                                 | Individuellt | 672             | 3               | Taumoepeau (TGA) W 156-122 | Serrano (MEX) W 164-163   | Di Buò (ITA) W 162-155   | Wunderle (USA) W 109-108 | Godfrey (GBR) W 110-108 | Final Yamamoto (JPN) W 111-109 | 1                |
| Ilario Di Buò Michele Frangilli Marco Galiazzo | Lagtävling   | 1985            | 3               | i.u.                       | i.u.                      | BYE                      | USA L 240-243            | Gick inte vidare        | Gick inte vidare               | Gick inte vidare |

Damer
| Idrottare       | Gren         | Rankningsomgång | Rankningsomgång | 32-delsfinaler           | Sextondelsfinaler    | Åttondelsfinaler     | Kvartsfinaler        | Semifinaler          | Final                | Final            |
| Idrottare       | Gren         | Poäng           | Seed            | Motståndare Resultat     | Motståndare Resultat | Motståndare Resultat | Motståndare Resultat | Motståndare Resultat | Motståndare Resultat | Placering        |
| --------------- | ------------ | --------------- | --------------- | ------------------------ | -------------------- | -------------------- | -------------------- | -------------------- | -------------------- | ---------------- |
| Natalia Valeeva | Individuellt | 650             | 9               | Figueroa (PHI) L 130-132 | Gick inte vidare     | Gick inte vidare     | Gick inte vidare     | Gick inte vidare     | Gick inte vidare     | Gick inte vidare |

## Cykling

### Mountainbike
| Idrottare   | Gren                  | Tid     | Placering |
| ----------- | --------------------- | ------- | --------- |
| Paola Pezzo | Damernas terränglopp  | DNF     | x         |
| Marco Bui   | Herrarnas terränglopp | 2:20:45 | 10        |
| Yader Zoli  | Herrarnas terränglopp | 2:31:39 | 35        |

### Landsväg
Herrar
| Idrottare        | Gren                | Tid     | Placering |
| ---------------- | ------------------- | ------- | --------- |
| Paolo Bettini    | Herrarnas linjelopp | 5:41:44 | 1         |
| Cristian Moreni  | Herrarnas linjelopp | 5:44:13 | 46        |
| Daniele Nardello | Herrarnas linjelopp | 5:42:03 | 38        |
| Luca Paolini     | Herrarnas linjelopp | 5:42:03 | 39        |
| Filippo Pozzato  | Herrarnas linjelopp | 5:50:35 | 67        |
| Filippo Pozzato  | Herrarnas tempolopp | DNS     | x         |

Damer
| Idrottare        | Gren               | Tid      | Placering |
| ---------------- | ------------------ | -------- | --------- |
| Giorgia Bronzini | Damernas linjelopp | 3:28:39  | 37        |
| Noemi Cantele    | Damernas linjelopp | 3:25:42  | 13        |
| Tatiana Guderzo  | Damernas linjelopp | 3:25:42  | 26        |
| Tatiana Guderzo  | Damernas tempolopp | 34:14.47 | 21        |

### Bana
Poänglopp
| Vera Carrara   | Damernas poänglopp  | i.u. | i.u. | i.u. | i.u. | 8 poäng              | 5 |
| Angelo Ciccone | Herrarnas poänglopp | i.u. | i.u. | i.u. | i.u. | 2 Extravarv 49 poäng | 8 |

## Fotboll
Herrar
| Nr          | Namn               | Födelsedatum | Ålder     | Matcher   | Mål       | 10px      | 10px      | 10px      |
| Målvakter   | Målvakter          | Målvakter    | Målvakter | Målvakter | Målvakter | Målvakter | Målvakter | Målvakter |
| ----------- | ------------------ | ------------ | --------- | --------- | --------- | --------- | --------- | --------- |
| 1           | Ivan Pelizzoli     | 08.11.1980   | 23        | 0         | 0         | 0         | 0         | 0         |
| 18          | Marco Amelia       | 02.04.1982   | 22        | 6         | 0         | 1         | 0         | 0         |
| Försvarare  |                    |              |           |           |           |           |           |           |
| 4           | Matteo Ferrari     | 05.10.1979   | 24        | 6         | 0         | 0         | 0         | 0         |
| 5           | Daniele Bonera     | 31.05.1981   | 23        | 5         | 0         | 3         | 0         | 0         |
| 3           | Emiliano Moretti   | 11.06.1981   | 23        | 6         | 0         | 0         | 0         | 0         |
| 13          | Andrea Barzagli    | 08.05.1981   | 23        | 4         | 0         | 1         | 0         | 0         |
| 14          | Cesare Bovo        | 14.01.1983   | 21        | 3         | 1         | 1         | 0         | 0         |
| 2           | Giorgio Chiellini  | 14.08.1984   | 19        | 2         | 0         | 0         | 0         | 0         |
| Mittfältare |                    |              |           |           |           |           |           |           |
| 10          | Andrea Pirlo       | 19.05.1979   | 25        | 6         | 0         | 1         | 0         | 0         |
| 7           | Giampiero Pinzi    | 11.03.1981   | 23        | 6         | 1         | 2         | 0         | 0         |
| 12          | Andrea Gasbarroni  | 06.08.1981   | 23        | 3         | 0         | 0         | 0         | 0         |
| 8           | Angelo Palombo     | 25.09.1981   | 23        | 5         | 0         | 1         | 0         | 0         |
| 17          | Giandomenico Mesto | 25.05.1982   | 23        | 3         | 0         | 0         | 0         | 0         |
| 15          | Marco Donadel      | 21.04.1983   | 21        | 5         | 0         | 3         | 0         | 0         |
| 6           | Daniele De Rossi   | 24.06.1983   | 21        | 4         | 1         | 3         | 0         | 0         |
| Anfallare   |                    |              |           |           |           |           |           |           |
| 11          | Giuseppe Sculli    | 25.03.1981   | 27        | 5         | 0         | 2         | 0         | 0         |
| 16          | Simone Del Nero    | 04.08.1981   | 23        | 6         | 0         | 0         | 0         | 0         |
| 9           | Alberto Gilardino  | 05.06.1982   | 22        | 6         | 4         | 0         | 0         | 0         |
| Coach       |                    |              |           |           |           |           |           |           |
|             | Claudio Gentile    | 27.09.1953   | 50        |           |           |           |           |           |

Gruppspel
| Lag      | Pld | W | D | L | GF | GA | GD | Pts |
| -------- | --- | - | - | - | -- | -- | -- | --- |
| Paraguay | 3   | 2 | 0 | 1 | 6  | 5  | +1 | 6   |
| Italien  | 3   | 1 | 1 | 1 | 5  | 5  | 0  | 4   |
| Ghana    | 3   | 1 | 1 | 1 | 4  | 4  | 0  | 4   |
| Japan    | 3   | 1 | 0 | 2 | 6  | 7  | −1 | 3   |

|       | 12 augusti 2004 | Ghana | 2 – 2   | Italien | Panthessaliko Stadium, Volos                       |                                                    |
| 20:30 | 20:30           |       | Rapport |         | Publik: 7 012 Domare: Horacio Elizondo (Argentina) | Publik: 7 012 Domare: Horacio Elizondo (Argentina) |
| 20:30 | 20:30           |       |         |         | Publik: 7 012 Domare: Horacio Elizondo (Argentina) | Publik: 7 012 Domare: Horacio Elizondo (Argentina) |
| 20:30 | 20:30           |       |         |         | Publik: 7 012 Domare: Horacio Elizondo (Argentina) | Publik: 7 012 Domare: Horacio Elizondo (Argentina) |

|       | 15 augusti 2004 | Japan | 2 – 3   | Italien | Panthessaliko Stadium, Volos                    |                                                 |
| 20:30 | 20:30           |       | Rapport |         | Publik: 9 487 Domare: Jorge Larrionda (Uruguay) | Publik: 9 487 Domare: Jorge Larrionda (Uruguay) |
| 20:30 | 20:30           |       |         |         | Publik: 9 487 Domare: Jorge Larrionda (Uruguay) | Publik: 9 487 Domare: Jorge Larrionda (Uruguay) |
| 20:30 | 20:30           |       |         |         | Publik: 9 487 Domare: Jorge Larrionda (Uruguay) | Publik: 9 487 Domare: Jorge Larrionda (Uruguay) |

|       | 18 augusti 2004 | Paraguay | 1 – 0   | Italien | Karaiskaki Stadium, Pireaus                      |                                                  |
| 20:30 | 20:30           |          | Rapport |         | Publik: 24 160 Domare: Claus Bo Larsen (Danmark) | Publik: 24 160 Domare: Claus Bo Larsen (Danmark) |
| 20:30 | 20:30           |          |         |         | Publik: 24 160 Domare: Claus Bo Larsen (Danmark) | Publik: 24 160 Domare: Claus Bo Larsen (Danmark) |
| 20:30 | 20:30           |          |         |         | Publik: 24 160 Domare: Claus Bo Larsen (Danmark) | Publik: 24 160 Domare: Claus Bo Larsen (Danmark) |

Slutspel
|  | Kvartsfinaler            | Kvartsfinaler            |                     |      | Semifinaler | Semifinaler |  |  | Final                    | Final |
|  |                          |                          |                     |      |             |             |  |  |                          |       |
|  | 21 augusti– Pireaus      |                          |                     |      |             |             |  |  |                          |       |
|  |                          |                          |                     |      |             |             |  |  |                          |       |
|  | Mali                     | 0                        |                     |      |             |             |  |  |                          |       |
|  | Mali                     | 0                        | 24 augusti– Pireaus |      |             |             |  |  |                          |       |
|  | Italien                  | 1                        |                     |      |             |             |  |  |                          |       |
|  | Italien                  | 1                        | Italien             | 0    |             |             |  |  |                          |       |
|  | 21 augusti– Patras       |                          | Italien             | 0    |             |             |  |  |                          |       |
|  |                          | Argentina                | 3                   |      |             |             |  |  |                          |       |
|  | Argentina                | Argentina                | 3                   | 4    |             |             |  |  |                          |       |
|  | Argentina                |                          | 28 augusti– Aten    | 4    |             |             |  |  |                          |       |
|  | Costa Rica               | 0                        |                     |      |             |             |  |  |                          |       |
|  | Costa Rica               | 0                        | Argentina           | 1    |             |             |  |  |                          |       |
|  | 21 augusti– Heraklion    |                          | Argentina           | 1    |             |             |  |  |                          |       |
|  |                          | Paraguay                 | 0                   |      |             |             |  |  |                          |       |
|  | Irak                     | Paraguay                 | 0                   | 1    |             |             |  |  |                          |       |
|  | Irak                     | 24 augusti– Thessaloniki |                     | 1    |             |             |  |  |                          |       |
|  | Australien               | 0                        |                     |      |             |             |  |  |                          |       |
|  | Australien               | 0                        | Irak                | 1    | Bronsmatch  | Bronsmatch  |  |  |                          |       |
|  | 21 augusti– Thessaloniki |                          | Irak                | 1    | Bronsmatch  | Bronsmatch  |  |  |                          |       |
|  |                          | Paraguay                 | 3                   |      |             |             |  |  |                          |       |
|  | Paraguay                 | Paraguay                 | 3                   | 3    | Italien     | 1           |  |  |                          |       |
|  | Paraguay                 |                          |                     | 3    | Italien     | 1           |  |  |                          |       |
|  | Sydkorea                 | 2                        |                     | Irak | 0           |             |  |  |                          |       |
|  | Sydkorea                 | 2                        |                     |      | 0           |             |  |  |                          |       |
|  |                          |                          |                     |      |             |             |  |  | 27 augusti– Thessaloniki |       |
|  |                          |                          |                     |      |             |             |  |  |                          |       |

## Friidrott
Herrar
Bana, maraton och gång
| Idrottare                                                           | Gren               | Heat     | Heat      | Kvartsfinal | Kvartsfinal | Semifinal        | Semifinal        | Final            | Final            |
| Idrottare                                                           | Gren               | Resultat | Placering | Resultat    | Placering   | Resultat         | Placering        | Resultat         | Placering        |
| ------------------------------------------------------------------- | ------------------ | -------- | --------- | ----------- | ----------- | ---------------- | ---------------- | ---------------- | ---------------- |
| Simone Collio                                                       | 100 meter          | 10.27    | 4 q       | 10.29       | 6           | Gick inte vidare | Gick inte vidare | Gick inte vidare | Gick inte vidare |
| Andrew Howe                                                         | 200 meter          | 20.55    | 3 Q       | 21.17       | 8           | Gick inte vidare | Gick inte vidare | Gick inte vidare | Gick inte vidare |
| Marco Torrieri                                                      | 200 meter          | 20.68    | 3 Q       | 20.89       | 6           | Gick inte vidare | Gick inte vidare | Gick inte vidare | Gick inte vidare |
| Andrea Longo                                                        | 800 meter          | 1:46.75  | 1 Q       | i.u.        | i.u.        | 1:45.97          | 4                | Gick inte vidare | Gick inte vidare |
| Giuseppe Maffei                                                     | 3 000 meter hinder | DNF      | x         | i.u.        | i.u.        | i.u.             | i.u.             | Gick inte vidare | Gick inte vidare |
| Stefano Baldini                                                     | Maraton            | i.u.     | i.u.      | i.u.        | i.u.        | i.u.             | i.u.             | 2:10:55          | 1                |
| Daniele Caimmi                                                      | Maraton            | i.u.     | i.u.      | i.u.        | i.u.        | i.u.             | i.u.             | 2:23:07          | 52               |
| Alberico di Cecco                                                   | Maraton            | i.u.     | i.u.      | i.u.        | i.u.        | i.u.             | i.u.             | 2:14:34          | 9                |
| Ivano Brugnetti                                                     | 20 kilometer gång  | i.u.     | i.u.      | i.u.        | i.u.        | i.u.             | i.u.             | 1:19:40          | 1                |
| Alessandro Gandellini                                               | 20 kilometer gång  | i.u.     | i.u.      | i.u.        | i.u.        | i.u.             | i.u.             | DNF              | x                |
| Marco Giungi                                                        | 20 kilometer gång  | i.u.     | i.u.      | i.u.        | i.u.        | i.u.             | i.u.             | 1:23:30          | 13               |
| Giovanni De Benedictis                                              | 50 kilometer gång  | i.u.     | i.u.      | i.u.        | i.u.        | i.u.             | i.u.             | DSQ              | x                |
| Marco Torrieri Simone Collio Massimiliano Donati Maurizio Checcucci | 4 x 100 meter      | 38.79    | 5         | i.u.        | i.u.        | i.u.             | i.u.             | Gick inte vidare | Gick inte vidare |

Fältgrenar och tiokamp
| Idrottare          | Gren          | Kval     | Kval      | Final            | Final            |
| Idrottare          | Gren          | Resultat | Placering | Resultat         | Placering        |
| ------------------ | ------------- | -------- | --------- | ---------------- | ---------------- |
| Nicola Ciotti      | Höjdhopp      | 2.25     | =13       | Gick inte vidare | Gick inte vidare |
| Alessandro Talotti | Höjdhopp      | 2.28     | 9 Q       | 2.25             | 12               |
| Giuseppe Gibilisco | Stavhopp      | 5.70     | =12 Q     | 5.85             | 3                |
| Nicola Trentin     | Längdhopp     | 7.86     | 19        | Gick inte vidare | Gick inte vidare |
| Fabrizio Donato    | Tresteg       | 16.45    | 21        | Gick inte vidare | Gick inte vidare |
| Nicola Vizzoni     | Släggkastning | 76.84    | 8 q       | 74.27            | 10               |

Herrar
Kombinerade grenar - Tiokamp
| Friidrottare  | Gren     | 100 m | LJ   | SP    | HJ   | 400 m | 110H  | DT    | PV   | JT    | 1500 m  | Final | Placering |
| ------------- | -------- | ----- | ---- | ----- | ---- | ----- | ----- | ----- | ---- | ----- | ------- | ----- | --------- |
| Paolo Casarsa | Resultat | 11.36 | 6.68 | 14.92 | 1.94 | 53.20 | 15.39 | 48.66 | 4.40 | 58.62 | 4:56.12 | 7404  | 28        |
| Paolo Casarsa | Poäng    | 782   | 739  | 785   | 749  | 673   | 803   | 843   | 731  | 717   | 582     | 7404  | 28        |

Damer
Bana, maraton och gång
| Idrottare            | Gren              | Heat     | Heat      | Kvartsfinal | Kvartsfinal | Semifinal        | Semifinal        | Final            | Final            |
| Idrottare            | Gren              | Resultat | Placering | Resultat    | Placering   | Resultat         | Placering        | Resultat         | Placering        |
| -------------------- | ----------------- | -------- | --------- | ----------- | ----------- | ---------------- | ---------------- | ---------------- | ---------------- |
| Benedetta Ceccarelli | 400 meter häck    | 56.28    | 5         | i.u.        | i.u.        | Gick inte vidare | Gick inte vidare | Gick inte vidare | Gick inte vidare |
| Monika Niederstätter | 400 meter häck    | 55.57    | 4         | i.u.        | i.u.        | Gick inte vidare | Gick inte vidare | Gick inte vidare | Gick inte vidare |
| Rosaria Console      | Maraton           | i.u.     | i.u.      | i.u.        | i.u.        | i.u.             | i.u.             | 2:35:56          | 16               |
| Bruna Genovese       | Maraton           | i.u.     | i.u.      | i.u.        | i.u.        | i.u.             | i.u.             | 2:32:50          | 10               |
| Rossella Giordano    | 20 kilometer gång | i.u.     | i.u.      | i.u.        | i.u.        | i.u.             | i.u.             | 1:30:39          | 11               |
| Elisabetta Perrone   | 20 kilometer gång | i.u.     | i.u.      | i.u.        | i.u.        | i.u.             | i.u.             | 1:32:21          | 18               |
| Elisa Rigaudo        | 20 kilometer gång | i.u.     | i.u.      | i.u.        | i.u.        | i.u.             | i.u.             | 1:29:57          | 6                |

Fältgrenar och sjukamp
| Idrottare         | Gren          | Kval     | Kval      | Final            | Final            |
| Idrottare         | Gren          | Resultat | Placering | Resultat         | Placering        |
| ----------------- | ------------- | -------- | --------- | ---------------- | ---------------- |
| Fiona May         | Längdhopp     | 6.38     | 28        | Gick inte vidare | Gick inte vidare |
| Simona La Mantia  | Tresteg       | 14.39    | 17        | Gick inte vidare | Gick inte vidare |
| Magdelín Martínez | Tresteg       | 14.57    | 10 Q      | 14.85            | 7                |
| Ester Balassini   | Släggkastning | 65.58    | 26        | Gick inte vidare | Gick inte vidare |
| Clarissa Claretti | Släggkastning | 65.06    | 28        | Gick inte vidare | Gick inte vidare |
| Claudia Coslovich | Spjutkastning | 60.58    | 14        | Gick inte vidare | Gick inte vidare |
| Elisabetta Marin  | Spjutkastning | 56.34    | 30        | Gick inte vidare | Gick inte vidare |

## Fäktning
Herrar
| Alfredo Rota                                   | Värja        | BYE  | Nyisztor (ROU) W 15-8  | Thompson (USA) L 13-15  | Gick inte vidare       | Gick inte vidare      | Gick inte vidare                 | Gick inte vidare |
| Andrea Cassarà                                 | Florett      | BYE  | Tiomkin (USA) W 15-3   | Park (KOR) W 15-13      | Kruse (GBR) W 15-8     | Guyart (FRA) L 14-15  | Bronsmatch Ganeyev (RUS) W 15-12 | 3                |
| Salvatore Sanzo                                | Florett      | BYE  | Rodríguez (VEN) W 15-7 | Ha (KOR) W 15-6         | Wu (CHN) W 15-10       | Ganeyev (RUS) W 15-12 | Final Guyart (FRA) L 13-15       | 2                |
| Simone Vanni                                   | Florett      | BYE  | McGuire (CAN) W 15-12  | Le Péchoux (FRA) W 15-8 | Ganeyev (RUS) L 14-15  | Gick inte vidare      | Gick inte vidare                 | Gick inte vidare |
| Andrea Cassarà Salvatore Sanzo Simone Vanni    | Florett, lag | i.u. | i.u.                   | i.u.                    | Egypten W 45-20        | Ryssland W 45-27      | Final Kina W 45-42               | 1                |
| Aldo Montano                                   | Sabel        | BYE  | Manetas (GRE) W 15-12  | Smart (USA) W 15-7      | Sharikov (RUS) W 15-13 | Lapkes (BLR) W 15-6   | Final Nemcsik (HUN) W 15-14      | 1                |
| Giampiero Pastore                              | Sabel        | BYE  | Lee (USA) L 9-15       | Gick inte vidare        | Gick inte vidare       | Gick inte vidare      | Gick inte vidare                 | Gick inte vidare |
| Luigi Tarantino                                | Sabel        | BYE  | Rogers (USA) W 15-3    | Tretiak (UKR) L 8-15    | Gick inte vidare       | Gick inte vidare      | Gick inte vidare                 | Gick inte vidare |
| Aldo Montano Giampiero Pastore Luigi Tarantino | Sabel, lag   | i.u. | i.u.                   | i.u.                    | Ukraina W 45-44        | Ryssland W 45-42      | Final Frankrike L 42-45          | 2                |

Damer
| Cristiana Cascioli   | Värja   | BYE  | Harada (JPN) W 15-14 | Nagy (HUN) L 13-15    | Gick inte vidare      | Gick inte vidare       | Gick inte vidare             | Gick inte vidare |
| Margherita Granbassi | Florett | i.u. | BYE                  | Wuillème (FRA) L 9-15 | Gick inte vidare      | Gick inte vidare       | Gick inte vidare             | Gick inte vidare |
| Giovanna Trillini    | Florett | i.u. | BYE                  | Sugawara (JPN) W 15-2 | Varga (HUN) W 15-11   | Mohamed (HUN) W 15-7   | Final Vezzali (ITA) L 11-15  | 2                |
| Valentina Vezzali    | Florett | i.u. | BYE                  | González (VEN) W 15-4 | Wuillème (FRA) W 15-8 | Gruchała (POL) W 15-13 | Final Trillini (ITA) W 15-11 | 1                |
| Gioia Marzocca       | Sabel   | i.u. | BYE                  | Jemayeva (AZE) L 6-15 | Gick inte vidare      | Gick inte vidare       | Gick inte vidare             | Gick inte vidare |

## Gymnastik

### Artistisk
Herrar
Mångkamp, ind.
| Idrottare         | Kval    | Kval    | Kval    | Kval    | Kval    | Kval    | Kval    | Kval      | Final            | Final            | Final            | Final            | Final            | Final            | Final            | Final            |
| Idrottare         | Redskap | Redskap | Redskap | Redskap | Redskap | Redskap | Totalt  | Placering | Redskap          | Redskap          | Redskap          | Redskap          | Redskap          | Redskap          | Totalt           | Placering        |
| Idrottare         | F       | PH      | R       | V       | PB      | HB      | Totalt  | Placering | F                | PH               | R                | V                | PB               | HB               | Totalt           | Placering        |
| ----------------- | ------- | ------- | ------- | ------- | ------- | ------- | ------- | --------- | ---------------- | ---------------- | ---------------- | ---------------- | ---------------- | ---------------- | ---------------- | ---------------- |
| Matteo Angioletti | 8.812   | i.u.    | 9.675   | 9.662   | i.u.    | 8.212   | i.u.    | i.u.      | Gick inte vidare | Gick inte vidare | Gick inte vidare | Gick inte vidare | Gick inte vidare | Gick inte vidare | Gick inte vidare | Gick inte vidare |
| Alberto Busnari   | 8.812   | 9.637   | i.u.    | 8.762   | 8.987   | 9.337   | i.u.    | i.u.      | Gick inte vidare | Gick inte vidare | Gick inte vidare | Gick inte vidare | Gick inte vidare | Gick inte vidare | Gick inte vidare | Gick inte vidare |
| Igor Cassina      | 8.650   | 9.600   | 9.162   | 8.987   | 8.675   | 9.775 Q | 54.849  | 34        | Gick inte vidare | Gick inte vidare | Gick inte vidare | Gick inte vidare | Gick inte vidare | Gick inte vidare | Gick inte vidare | Gick inte vidare |
| Jury Chechi       | i.u.    | 9.150   | 9.762 Q | i.u.    | 9.587   | i.u.    | i.u.    | i.u.      | Gick inte vidare | Gick inte vidare | Gick inte vidare | Gick inte vidare | Gick inte vidare | Gick inte vidare | Gick inte vidare | Gick inte vidare |
| Matteo Morandi    | 8.962   | 8.750   | 9.775 Q | 9.412   | 8.375   | 8.700   | 53.974  | 41        | Gick inte vidare | Gick inte vidare | Gick inte vidare | Gick inte vidare | Gick inte vidare | Gick inte vidare | Gick inte vidare | Gick inte vidare |
| Enrico Pozzo      | 9.450   | 8.737   | 7.850   | 9.325   | 9.100   | 8.300   | 52.812  | 44        | Gick inte vidare | Gick inte vidare | Gick inte vidare | Gick inte vidare | Gick inte vidare | Gick inte vidare | Gick inte vidare | Gick inte vidare |
| Lagtotal          | 36.036  | 37.174  | 38.374  | 37.386  | 36.349  | 36.112  | 221.431 | 12        | Gick inte vidare | Gick inte vidare | Gick inte vidare | Gick inte vidare | Gick inte vidare | Gick inte vidare | Gick inte vidare | Gick inte vidare |

Individuella finaler
| Gymnast        | Redskap | Poäng | Placering |
| -------------- | ------- | ----- | --------- |
| Jury Chechi    | Ringar  | 9.812 | 3         |
| Matteo Morandi | Ringar  | 9.800 | =5        |
| Igor Cassina   | Räck    | 9.812 | 1         |

Damer
Mångkamp, ind.
| Idrottare            | Kval    | Kval    | Kval    | Kval    | Kval   | Kval      | Final            | Final            | Final            | Final            | Final            | Final            |
| Idrottare            | Redskap | Redskap | Redskap | Redskap | Totalt | Placering | Redskap          | Redskap          | Redskap          | Redskap          | Totalt           | Placering        |
| Idrottare            | V       | UB      | BB      | F       | Totalt | Placering | V                | UB               | BB               | F                | Totalt           | Placering        |
| -------------------- | ------- | ------- | ------- | ------- | ------ | --------- | ---------------- | ---------------- | ---------------- | ---------------- | ---------------- | ---------------- |
| Monica Bergamelli    | 9.300   | 8.250   | 8.862   | 8.300   | 34.712 | 54        | Gick inte vidare | Gick inte vidare | Gick inte vidare | Gick inte vidare | Gick inte vidare | Gick inte vidare |
| Maria Teresa Gargano | 9.100   | 8.287   | 8.612   | 9.325   | 35.324 | 48        | Gick inte vidare | Gick inte vidare | Gick inte vidare | Gick inte vidare | Gick inte vidare | Gick inte vidare |

### Rytmisk
| Idrottare       | Gren         | Kval     | Kval   | Kval   | Kval   | Kval   | Kval      | Final            | Final            | Final            | Final            | Final            | Final            |
| Idrottare       | Gren         | Tunnband | Boll   | Käglor | Band   | Totalt | Placering | Tunnband         | Boll             | Käglor           | Band             | Totalt           | Placering        |
| --------------- | ------------ | -------- | ------ | ------ | ------ | ------ | --------- | ---------------- | ---------------- | ---------------- | ---------------- | ---------------- | ---------------- |
| Laura Zacchilli | Individuellt | 23.925   | 24.225 | 23.250 | 22.700 | 94.100 | 13        | Gick inte vidare | Gick inte vidare | Gick inte vidare | Gick inte vidare | Gick inte vidare | Gick inte vidare |

| Gymnaster                                                                                       | Gren   | Kval                | Kval    | Kval   | Kval      | Final               | Final   | Final  | Final     |
| Gymnaster                                                                                       | Gren   | Redskap             | Redskap | Totalt | Placering | Redskap             | Redskap | Totalt | Placering |
| Gymnaster                                                                                       | 5 band | 3 tunnband 2 bollar | 5 band  | Totalt | Placering | 3 tunnband 2 bollar |         | Totalt | Placering |
| ----------------------------------------------------------------------------------------------- | ------ | ------------------- | ------- | ------ | --------- | ------------------- | ------- | ------ | --------- |
| Elisa Blanchi Fabrizia D'Ottavio Marinella Falca Daniela Masseroni Elisa Santoni Laura Vernizzi | Trupp  | 22.850              | 25.325  | 48.175 | 2 Q       | 24.150              | 25.300  | 49.450 | 2         |

### Trampolin
| Flavio Cannone | Herrar | 27.30 | 30.30 | 57.60 | 13 | Gick inte vidare | Gick inte vidare |

## Judo
Herrar
| Idrottare        | Gren                     | Sextondelsfinal             | Åttondelsfinal               | Kvartsfinal                     | Semifinal                | Återkval                                                             | Final                                  | Final            |
| Idrottare        | Gren                     | Motståndare Resultat        | Motståndare Resultat         | Motståndare Resultat            | Motståndare Resultat     | Motståndare Resultat                                                 | Motståndare Resultat                   | Placering        |
| ---------------- | ------------------------ | --------------------------- | ---------------------------- | ------------------------------- | ------------------------ | -------------------------------------------------------------------- | -------------------------------------- | ---------------- |
| Roberto Meloni   | Halv mellanvikt (-81 kg) | Delgado (POR) W 0010-0002   | Nossov (RUS) L 0001-0011     | Gick inte vidare                | Gick inte vidare         | Omgång 1 Tomouchi (JPN) W 0102-0001 Omgång 2 Canto (BRA) L 0001-0200 | Gick inte vidare                       | Gick inte vidare |
| Francesco Lepre  | Mellanvikt (-90 kg)      | Zviadauri (GEO) L 0000-1000 | Gick inte vidare             | Gick inte vidare                | Gick inte vidare         | Omgång 1 Taov (RUS) L 0000-1001                                      | Gick inte vidare                       | Gick inte vidare |
| Michele Monti    | Halv tungvikt (-100 kg)  | Gill (CAN) W 1003-0001      | Ze'evi (ISR) L 0111-1011     | Gick inte vidare                | Gick inte vidare         | Gick inte vidare                                                     | Gick inte vidare                       | Gick inte vidare |
| Paolo Bianchessi | Tungvikt (+100 kg)       | Kim (KOR) W 0200-0000       | Polyanskyi (UKR) W 0201-0000 | van der Geest (NED) W 0001-0000 | Suzuki (JPN) L 0001-1010 | i.u.                                                                 | Bronsmatch Pertelson (EST) L 0000-1000 | =5               |

Damer
| Idrottare        | Gren                     | Sextondelsfinal               | Åttondelsfinal             | Kvartsfinal                     | Semifinal            | Återkval | Final                             | Final            |
| Idrottare        | Gren                     | Motståndare Resultat          | Motståndare Resultat       | Motståndare Resultat            | Motståndare Resultat | Motståndare Resultat                                                                                        | Motståndare Resultat              | Placering        |
| ---------------- | ------------------------ | ----------------------------- | -------------------------- | ------------------------------- | -------------------- | --- | --------------------------------- | ---------------- |
| Giuseppina Marci | Extra lättvikt (-48 kg)  | BYE                           | Gao (CHN) L 0000-1011      | Gick inte vidare                | Gick inte vidare     | Gick inte vidare                                                                                            | Gick inte vidare                  | Gick inte vidare |
| Cinzia Cavazzuti | Lättvikt (-57 kg)        | Gravenstijn (NED) L 0001-1000 | Gick inte vidare           | Gick inte vidare                | Gick inte vidare     | Omgång 1 Wilson (USA) W 0011-0001 Omgång 2 Zangrando (BRA) W 0010-0001 Omgång 3 Fernández (ESP) L 0001-0010 | Gick inte vidare                  | Gick inte vidare |
| Ylenia Scapin    | Halv mellanvikt (-63 kg) | Hong (PRK) L 0000-0001        | Gick inte vidare           | Gick inte vidare                | Gick inte vidare     | Gick inte vidare                                                                                            | Gick inte vidare                  | Gick inte vidare |
| Lucia Morico     | Halv tungvikt (-78 kg)   | BYE                           | Cotton (CAN) W 1010-0000   | Anno (JPN) L 0001-0101          | Gick inte vidare     | Omgång 2 Pinto (VEN) W 1001-0000 Omgång 3 Silva (BRA) W 0120-0011                                           | Brons Matrosova (UKR) W 1000-0000 | 3                |
| Barbara Andolina | Tungvikt (+78 kg)        | BYE                           | Zambotti (MEX) W 1021-0000 | Donguzashvili (RUS) L 0001-1010 | Gick inte vidare     | Omgång 2 Choi (KOR) L 0001-0120                                                                             | Gick inte vidare                  | Gick inte vidare |

## Kanotsport
Slalom
| Idrottare                   | Gren                 | Heat   | Heat      | Semifinal | Semifinal | Final            | Final            | Placering        |
| Idrottare                   | Gren                 | Poäng  | Placering | Poäng     | Placering | Poäng            | Totalt           | Placering        |
| --------------------------- | -------------------- | ------ | --------- | --------- | --------- | ---------------- | ---------------- | ---------------- |
| Maria Cristina Giai Pron    | Damernas K-1 slalom  | 230.77 | 13 Q      | 109.27    | 6 Q       | 120.09           | 229.36           | 8                |
| Andrea Benetti Erik Masoero | Herrarnas C-2 slalom | 238.15 | 10 Q      | 106.40    | 5 Q       | 113.66           | 220.06           | 10               |
| Pierpaolo Ferrazzi          | Herrarnas K-1 slalom | 201.93 | 19 Q      | 103.07    | 19        | Gick inte vidare | Gick inte vidare | Gick inte vidare |

Sprint
| Kanotist                       | Gren                 | Heat     | Heat      | Semifinal | Semifinal | Final            | Final            |
| Kanotist                       | Gren                 | Tid      | Placering | Tid       | Placering | Tid              | Placering        |
| ------------------------------ | -------------------- | -------- | --------- | --------- | --------- | ---------------- | ---------------- |
| Josefa Idem                    | Damernas K-1 500 m   | 1:50.466 | 2 QS      | 1:50.844  | 1 QF      | 1:49.729         | 2                |
| Andrea Facchin                 | Herrarnas K-1 500 m  | 1:40.025 | 4 QS      | 1:40.387  | 3 QF      | 1:41.575         | 9                |
| Andrea Facchin                 | Herrarnas K-1 1000 m | 3:36.492 | 5 QS      | 3:39.510  | 8         | Gick inte vidare | Gick inte vidare |
| Antonio Rossi Beniamino Bonomi | Herrarnas K-2 500 m  | 1:33.565 | 5 QS      | 1:31.830  | 3 QF      | 1:30.804         | 8                |
| Antonio Rossi Beniamino Bonomi | Herrarnas K-2 1000 m | 3:14.060 | 6 QS      | 3:12.597  | 2 QF      | 3:19.484         | 2                |

## Konstsim
| Idrottare | Gren                | Teknisk rutin | Teknisk rutin | Fri rutin (inledande) | Fri rutin (inledande)  | Fri rutin (inledande) | Fri rutin (final) | Fri rutin (final)      | Fri rutin (final) |
| Idrottare | Gren                | Poäng         | Placering     | Poäng                 | Totalt (teknisk + fri) | Placering             | Placering         | Totalt (teknisk + fri) | Placering         |
| --- | ------------------- | ------------- | ------------- | --------------------- | ---------------------- | --------------------- | ----------------- | ---------------------- | ----------------- |
| Beatrice Spaziani Lorena Zaffalon                                                                                              | Damernas duett      | 46.500        | 46.917        | 93.417                | 7 Q                    | 46.750                | 93.250            | 8                      |                   |
| Monica Cirulli Costanza Fiorentini Joey Paccagnella Elisa Plaisant Sara Savoia Beatrice Spaziani Lorena Zaffalon Laura Zanazza | Damernas lagtävling | 46.834        | i.u.          | i.u.                  | i.u.                   | 47.250                | 94.084            | 7                      |                   |

## Modern femkamp
| Idrottare         | Gren              | Skytte   | Skytte | Fäktning | Fäktning | Simning  | Simning | Ridning | Ridning | Löpning  | Löpning | Totalpoäng | Placering |
| Idrottare         | Gren              | Resultat | Poäng  | Resultat | Poäng    | Resultat | Poäng   | Straff  | Poäng   | Resultat | Poäng   | Totalpoäng | Placering |
| ----------------- | ----------------- | -------- | ------ | -------- | -------- | -------- | ------- | ------- | ------- | -------- | ------- | ---------- | --------- |
| Herrarnas tävling | Enrico Dell'Amore | 180      | 1096   | 18-13    | 888      | 2:16,63  | 1164    | 440     | 760     | 9:55,01  | 1020    | 4928       | 26        |
| Herrarnas tävling | Andrea Valentini  | 169      | 964    | 19-12    | 916      | 2:18,34  | 1140    | 132     | 1068    | 10:01,25 | 996     | 5084       | 19        |
| Damernas tävling  | Claudia Corsini   | 169      | 964    | 21-10    | 972      | 2:20,56  | 1236    | 84      | 1116    | 11:11,65 | 1036    | 5324       | 4         |
| Damernas tävling  | Federica Foghetti | 167      | 940    | 15-16    | 804      | 2:25,81  | 1172    | 892     | 308     | 11:19,11 | 1004    | 4228       | 32        |

## Ridsport

### Fälttävlan
| Ryttare                                                         | Häst         | Gren                    | Dressyr | Dressyr   | Terräng | Terräng  | Terräng   | Hoppning | Hoppning | Hoppning  | Hoppning         | Hoppning         | Hoppning         | Totalt | Totalt    |
| Ryttare                                                         | Häst         | Gren                    | Dressyr | Dressyr   | Terräng | Terräng  | Terräng   | Kval     | Kval     | Kval      | Final            | Final            | Final            | Totalt | Totalt    |
| Ryttare                                                         | Häst         | Gren                    | Straff  | Placering | Straff  | Totalt   | Placering | Straff   | Totalt   | Placering | Straff           | Totalt           | Placering        | Straff | Placering |
| --------------------------------------------------------------- | ------------ | ----------------------- | ------- | --------- | ------- | -------- | --------- | -------- | -------- | --------- | ---------------- | ---------------- | ---------------- | ------ | --------- |
| Susanna Bordone                                                 | Ava          | Individuell fälttävlan  | 62,80   | 49        | 47,20 # | 110,00 # | 60        | 15,00 #  | 125,00 # | 56        | Gick inte vidare | Gick inte vidare | Gick inte vidare | 125,00 | 56        |
| Stefano Brecciaroli                                             | Cappa Hill   | Individuell fälttävlan  | 66,80   | =61       | 13,20   | 80,00    | 44        | 0,00     | 80,00    | 35        | Gick inte vidare | Gick inte vidare | Gick inte vidare | 80,00  | 35        |
| Fabio Magni                                                     | Vent d'Arade | Individuell fälttävlan  | 64,40   | 56        | 24,40   | 88,80    | 54        | 12,00    | 100,80   | 48        | Gick inte vidare | Gick inte vidare | Gick inte vidare | 100,80 | 48        |
| Giovanni Menchi                                                 | Hunefer      | Individuell fälttävlan  | 72,40 # | 69        | 4,00    | 76,40    | 41        | 0,00     | 76,40    | 31 Q      | 12,00            | 88,40            | 24               | 88,40  | 24        |
| Susanna Bordone Stefano Brecciaroli Fabio Magni Giovanni Menchi | Se ovan      | Lagtävling i fälttävlan | 194,00  | 13        | 41,60   | 245,20   | 10        | 12,00    | 257,20   | =4        | i.u.             | i.u.             | i.u.             | 257,20 | 10        |

### Hoppning
| Ryttare                                                             | Häst            | Gren                  | Kval     | Kval      | Kval     | Kval     | Kval      | Kval     | Kval     | Kval      | Final            | Final            | Final            | Final            | Final            | Totalt           | Totalt           |
| Ryttare                                                             | Häst            | Gren                  | Omgång 1 | Omgång 1  | Omgång 2 | Omgång 2 | Omgång 2  | Omgång 3 | Omgång 3 | Omgång 3  | Omgång A         | Omgång A         | Omgång B         | Omgång B         | Omgång B         | Totalt           | Totalt           |
| Ryttare                                                             | Häst            | Gren                  | Straff   | Placering | Straff   | Totalt   | Placering | Straff   | Totalt   | Placering | Straff           | Placering        | Straff           | Totalt           | Placering        | Straff           | Placering        |
| ------------------------------------------------------------------- | --------------- | --------------------- | -------- | --------- | -------- | -------- | --------- | -------- | -------- | --------- | ---------------- | ---------------- | ---------------- | ---------------- | ---------------- | ---------------- | ---------------- |
| Roberto Arioldi                                                     | Dime de la Cour | Individuell hoppning  | 17       | 71        | 10       | 27       | =59 Q     | 21       | 48       | 56        | Gick inte vidare | Gick inte vidare | Gick inte vidare | Gick inte vidare | Gick inte vidare | Gick inte vidare | Gick inte vidare |
| Bruno Chimirri                                                      | Landknecht      | Individuell hoppning  | 5        | =31       | 8        | 13       | =33 Q     | 5        | 18       | 27 Q      | 6                | 11 Q             | 17               | 23               | 21               | 23               | 21               |
| Vincenzo Chimirri                                                   | Delfi Platiere  | Individuell hoppning  | 8        | =47       | 12       | 20       | =46 Q     | 12       | 32       | =46 Q     | 8                | =12 Q            | Eliminated       | Eliminated       | Eliminated       | Eliminated       | Eliminated       |
| Juan Carlos García                                                  | Albin III       | Individuell hoppning  | 0        | =1        | 1        | 1        | =2 Q      | 8        | 9        | 9 Q       | 8                | =12 Q            | 12               | 20               | =16              | 20               | =16              |
| Roberto Arioldi Bruno Chimirri Vincenzo Chimirri Juan Carlos García | Se ovan         | Lagtävling i hoppning | i.u.     | i.u.      | i.u.     | i.u.     | i.u.      | i.u.     | i.u.     | i.u.      | 19               | 8 Q              | 25               | 44               | 7                | 44               | 7                |

## Rodd
Herrar
| Idrottare | Gren                        | Heat    | Heat      | Återkval | Återkval  | Semifinal | Semifinal | Final   | Final     | Final |
| Idrottare | Gren                        | Tid     | Placering | Tid      | Placering | Tid       | Placering | Tid     | Placering |       |
| --- | --------------------------- | ------- | --------- | -------- | --------- | --------- | --------- | ------- | --------- | ----- |
| Matteo Stefanini | Singelsculler               | 7:31,54 | 3 R       | 7:08,91  | 4 SD/E    | 7:10,34   | 2 FD      | 6:57,16 | 19        |       |
| Giuseppe de Vita Dario Lari | Tvåa utan styrman           | 7:03,12 | 3 SA/B    | BYE      | BYE       | 6:31,26   | 5 FB      | 6:22,08 | 8         |       |
| Rossano Galtarossa Alessio Sartori | Dubbelsculler               | 6:40,82 | 1 SA/B    | BYE      | BYE       | 6:11,49   | 1 FA      | 6:32,93 | 3         |       |
| Elia Luini Leonardo Pettinari | Lättvikts-dubbelsculler     | 6:19,82 | 2 R       | 6:21,22  | 2 SA/B    | 6:23,72   | 5 FB      | 7:01,86 | 12        |       |
| Luca Agamennoni Dario Dentale Raffaello Leonardo Lorenzo Porzio                                                                                    | Fyra utan styrman           | 6:22,58 | 2 SA/B    | BYE      | BYE       | 5:52,12   | 3 FA      | 6:10,41 | 3         |       |
| Alessandro Corona Federico Gattinoni Simone Raineri Simone Venier                                                                                  | Scullerfyra                 | 5:45,85 | 3 SA/B    | BYE      | BYE       | 5:47,38   | 5 FB      | 6:06,91 | 10        |       |
| Catello Amarante Salvatore Amitrano Lorenzo Bertini Bruno Mascarenhas                                                                              | Lättvikts-fyra utan styrman | 5:52,17 | 2 SA/B    | BYE      | BYE       | 5:55,02   | 1 FA      | 5:48,87 | 3         |       |
| Sergio Canciani Pierpaolo Frattini Luca Ghezzi Gaetano Iannuzzi (styrman) Niccolo Mornati Carlo Mornati Marco Penna Valerio Pinton Aldo Tramontano | Åtta med styrman            | 5:30,16 | 3 R       | 5:34,56  | 3 FB      | i.u.      | i.u.      | 5:49,43 | 7         |       |

Damer
| Idrottare                                | Gren          | Heat    | Heat      | Återkval | Återkval  | Semifinal | Semifinal | Final   | Final     | Final |
| Idrottare                                | Gren          | Tid     | Placering | Tid      | Placering | Tid       | Placering | Tid     | Placering |       |
| ---------------------------------------- | ------------- | ------- | --------- | -------- | --------- | --------- | --------- | ------- | --------- | ----- |
| Gabriella Bascelli Elisabetta Sancassani | Dubbelsculler | 7:46,66 | 5 R       | 7:01,63  | 3 FB      | i.u.      | i.u.      | 6:54,51 | 8         |       |

## Segling
Herrar
| Seglare                      | Gren      | Lopp | Lopp | Lopp | Lopp | Lopp | Lopp | Lopp | Lopp | Lopp | Lopp | Lopp | Summerad poäng | Finalplacering |
| Seglare                      | Gren      | 1    | 2    | 3    | 4    | 5    | 6    | 7    | 8    | 9    | 10   | M*   | Summerad poäng | Finalplacering |
| ---------------------------- | --------- | ---- | ---- | ---- | ---- | ---- | ---- | ---- | ---- | ---- | ---- | ---- | -------------- | -------------- |
| Riccardo Giordano            | Mistral   | 13   | 8    | 29   | 22   | 19   | 21   | 20   | OCS  | 32   | DNF  | DNS  | 234            | 26             |
| Michele Marchesini           | Finnjolle | 21   | 20   | 20   | 24   | 24   | 24   | 6    | 25   | 23   | 15   | 24   | 201            | 24             |
| Andrea Trani Gabrio Zandonà  | 470       | 21   | 23   | 7    | 12   | 11   | 22   | 13   | 5    | 7    | 8    | 3    | 109            | 10             |
| Francesco Bruni Guido Vignar | Starbåt   | 13   | 5    | 9    | 4    | 16   | 12   | 3    | 8    | 2    | 5    | 14   | 75             | 7              |

M = Medaljlopp; EL = Eliminerad – gick inte vidare till medaljloppet;
Damer
| Seglare                                       | Gren        | Lopp | Lopp | Lopp | Lopp | Lopp | Lopp | Lopp | Lopp | Lopp | Lopp | Lopp | Summerad poäng | Finalplacering |
| Seglare                                       | Gren        | 1    | 2    | 3    | 4    | 5    | 6    | 7    | 8    | 9    | 10   | M*   | Summerad poäng | Finalplacering |
| --------------------------------------------- | ----------- | ---- | ---- | ---- | ---- | ---- | ---- | ---- | ---- | ---- | ---- | ---- | -------------- | -------------- |
| Alessandra Sensini                            | Mistral     | 7    | 1    | 6    | 3    | 1    | 2    | 3    | 6    | 3    | 2    | 7    | 34             | 3              |
| Larissa Nevierov                              | Europajolle | 23   | 10   | 6    | 4    | 17   | 19   | 17   | 18   | 17   | 18   | 18   | 144            | 16             |
| Myriam Cutolo Elisabetta Saccheggiani         | 470         | 16   | 19   | 18   | 20   | 10   | 19   | 20   | 4    | 17   | 8    | 10   | 141            | 20             |
| Angela Baroni Giulia Conti Alessandra Marenzi | Yngling     | 16   | 12   | 7    | 7    | 13   | 15   | 6    | 11   | 14   | 14   | 7    | 106            | 14             |

M = Medaljlopp; EL = Eliminerad – gick inte vidare till medaljloppet;
Öppen
| Seglare                           | Gren    | Lopp | Lopp | Lopp | Lopp | Lopp | Lopp | Lopp | Lopp | Lopp | Lopp | Lopp | Lopp | Lopp | Lopp | Lopp | Lopp | Summerad poäng | Finalplacering |
| Seglare                           | Gren    | 1    | 2    | 3    | 4    | 5    | 6    | 7    | 8    | 9    | 10   | 11   | 12   | 13   | 14   | 15   | M*   | Summerad poäng | Finalplacering |
| --------------------------------- | ------- | ---- | ---- | ---- | ---- | ---- | ---- | ---- | ---- | ---- | ---- | ---- | ---- | ---- | ---- | ---- | ---- | -------------- | -------------- |
| Diego Negri                       | Laser   | 20   | 12   | 19   | 1    | OCS  | 21   | 15   | 13   | 15   | 21   | i.u. | i.u. | i.u. | i.u. | i.u. | 2    | 139            | 13             |
| Gianfranco Sibello Piero Sibello  | 49er    | DSQ  | 1    | 4    | 12   | 11   | 17   | 4    | 9    | 14   | 15   | 16   | 5    | 9    | 17   | 5    | 16   | 138            | 14             |
| Edoardo Bianchi Franceso Marcolin | Tornado | DNF  | 6    | 3    | 7    | 11   | 16   | 10   | 2    | 8    | 9    | i.u. | i.u. | i.u. | i.u. | i.u. | 6    | 78             | 10             |

M = Medaljlopp; EL = Eliminerad – gick inte vidare till medaljloppet;

## Simhopp
Herrar
| Idrottare              | Gren | Kval   | Kval      | Semifinal        | Semifinal        | Final            | Final            |
| Idrottare              | Gren | Poäng  | Placering | Poäng            | Placering        | Poäng            | Placering        |
| ---------------------- | ---- | ------ | --------- | ---------------- | ---------------- | ---------------- | ---------------- |
| Nicola Marconi         | 3 m  | 384.63 | 20        | Gick inte vidare | Gick inte vidare | Gick inte vidare | Gick inte vidare |
| Tommaso Marconi        | 3 m  | 378.72 | 24        | Gick inte vidare | Gick inte vidare | Gick inte vidare | Gick inte vidare |
| Francesco Dell'Uomo    | 10 m | 426.12 | 14 Q      | 610.41           | 12 Q             | 628.77           | 9                |
| Massimiliano Mazzucchi | 10 m | 405.18 | 20        | Gick inte vidare | Gick inte vidare | Gick inte vidare | Gick inte vidare |

Damer
| Idrottare          | Gren | Kval   | Kval      | Semifinal        | Semifinal        | Final            | Final            |
| Idrottare          | Gren | Poäng  | Placering | Poäng            | Placering        | Poäng            | Placering        |
| ------------------ | ---- | ------ | --------- | ---------------- | ---------------- | ---------------- | ---------------- |
| Tania Cagnotto     | 3 m  | 298,77 | 10 Q      | 529,92           | 9 Q              | 550,38           | 8                |
| Valentina Marocchi | 3 m  | 243,45 | 23        | Gick inte vidare | Gick inte vidare | Gick inte vidare | Gick inte vidare |
| Tania Cagnotto     | 10 m | 339,15 | 8 Q       | 256,44           | 7 Q              | 518,67           | 8                |
| Valentina Marocchi | 10 m | 221,85 | 32        | Gick inte vidare | Gick inte vidare | Gick inte vidare | Gick inte vidare |

## Softboll
| Lag              | Spelade | Vinster | Förloster | RF | RA | Pct   |
| ---------------- | ------- | ------- | --------- | -- | -- | ----- |
| USA              | 7       | 7       | 0         | 41 | 0  | 1,000 |
| Australien       | 7       | 6       | 1         | 22 | 14 | 0,857 |
| Japan            | 7       | 4       | 3         | 17 | 8  | 0,571 |
| Kina             | 7       | 3       | 4         | 15 | 20 | 0,429 |
| Kanada           | 7       | 3       | 4         | 6  | 14 | 0,429 |
| Kinesiska Taipei | 7       | 2       | 5         | 3  | 13 | 0,286 |
| Grekland         | 7       | 2       | 5         | 6  | 24 | 0,286 |
| Italien          | 7       | 1       | 6         | 8  | 24 | 0,143 |

## Taekwondo
| Idrottare           | Gren             | Åttondelsfinaler       | Kvartsfinaler           | Semifinaer           | Återkval omg. 1       | Återkval omg. 2       | Final                | Final     |
| Idrottare           | Gren             | Motståndare Resultat   | Motståndare Resultat    | Motståndare Resultat | Motståndare Resultat  | Motståndare Resultat  | Motståndare Resultat | Placering |
| ------------------- | ---------------- | ---------------------- | ----------------------- | -------------------- | --------------------- | --------------------- | -------------------- | --------- |
| Carlo Molfetta      | Herrarnas −68 kg | Saei (IRI) L RSC       | Gick inte vidare        | Gick inte vidare     | Silva (BRA) L WO      | Gick inte vidare      | Gick inte vidare     | 7         |
| Cristiana Corsi     | Damernas −57 kg  | Épangue (FRA) W 2–0    | Abdallah (USA) L 2–3    | Gick inte vidare     | Mkrttjjan (RUS) W 5–2 | Salazar (MEX) L 2–3   | Gick inte vidare     | 5         |
| Daniela Castrignano | Damernas +67 kg  | Bourguigue (MAR) W 6–4 | Baverel (FRA) L 8–8 SUP | Gick inte vidare     | Bosshart (CAN) W 6–3  | Falavigna (BRA) L 3–6 | Gick inte vidare     | 5         |

## Tennis
Herrar
| Spelare          | Gren       | Omgång 1                 | Omgång 2          | Åttondelsfinaler  | Kvartsfinaler     | Semifinaler       | Final / BM        | Final / BM       |
| Spelare          | Gren       | Motståndare Poäng        | Motståndare Poäng | Motståndare Poäng | Motståndare Poäng | Motståndare Poäng | Motståndare Poäng | Placering        |
| ---------------- | ---------- | ------------------------ | ----------------- | ----------------- | ----------------- | ----------------- | ----------------- | ---------------- |
| Filippo Volandri | Herrsingel | Santoro (FRA) L 1–6, 2–6 | Gick inte vidare  | Gick inte vidare  | Gick inte vidare  | Gick inte vidare  | Gick inte vidare  | Gick inte vidare |

Damer
| Spelare                                | Gren      | Omgång 1                      | Omgång 2                            | Åttondelsfinaler                          | Kvartsfinaler            | Semifinaler       | Final / BM        | Final / BM       |
| Spelare                                | Gren      | Motståndare Poäng             | Motståndare Poäng                   | Motståndare Poäng                         | Motståndare Poäng        | Motståndare Poäng | Motståndare Poäng | Placering        |
| -------------------------------------- | --------- | ----------------------------- | ----------------------------------- | ----------------------------------------- | ------------------------ | ----------------- | ----------------- | ---------------- |
| Maria Elena Camerin                    | Damsingel | Jugić-Salkić (BIH) W 6–3, 6–4 | Mauresmo (FRA) L 0–6, 1–6           | Gick inte vidare                          | Gick inte vidare         | Gick inte vidare  | Gick inte vidare  | Gick inte vidare |
| Silvia Farina Elia                     | Damsingel | Testud (FRA) W 6–2, 6–0       | Raymond (USA) L 1–6, 2–6            | Gick inte vidare                          | Gick inte vidare         | Gick inte vidare  | Gick inte vidare  | Gick inte vidare |
| Tathiana Garbin                        | Damsingel | Smashnova (ISR) W 6–2, 6–1    | Pratt (AUS) L 6-1, 6–7(5–7), 2–6    | Gick inte vidare                          | Gick inte vidare         | Gick inte vidare  | Gick inte vidare  | Gick inte vidare |
| Francesca Schiavone                    | Damsingel | Asagoe (JPN) W 6–3, 7–6(7–4)  | Cho Y-J (KOR) W 2–6, 7–6(7–0), 6–4  | Zuluaga (COL) W 6–7(5–7), 6–1, 6–3        | Myskina (RUS) L 1–6, 2–6 | Gick inte vidare  | Gick inte vidare  | Gick inte vidare |
| Silvia Farina Elia Francesca Schiavone | Damdubbel | i.u.                          | Kurhajcová / Suchá (SVK) W 6–2, 6–4 | Li T / Sun Tt (CHN) L 1–6, 6–7(1–7)       | Gick inte vidare         | Gick inte vidare  | Gick inte vidare  | Gick inte vidare |
| Tathiana Garbin Roberta Vinci          | Damdubbel | i.u.                          | Pratt / Stosur (AUS) W 6–0, 6–1     | Martínez / Ruano Pascual (ESP) L 3–6, 3–6 | Gick inte vidare         | Gick inte vidare  | Gick inte vidare  | Gick inte vidare |

## Triathlon
| Triathlet        | Gren               | Simning (1,5 km) | Trans 1 | Cykling (40 km) | Trans 2 | Löpning (10 km) | Total tid  | Placering |
| ---------------- | ------------------ | ---------------- | ------- | --------------- | ------- | --------------- | ---------- | --------- |
| Nadia Cortassa   | Damernas triathlon | 20:36            | 0:19    | 1:09:51         | 0:22    | 35:18           | 2:05:45,35 | 5         |
| Silvia Gemignani | Damernas triathlon | 18:45            | 0:21    | 1:11:41         | 0:23    | 38:30           | 2:08:56,94 | 21        |
| Beatrice Lanza   | Damernas triathlon | 19:47            | 0:19    | 1:10:37         | 0:23    | 37:35           | 2:07:59,26 | 15        |